# 6. oklepna divizija (ZDA)
6. oklepna divizija (izvirno angleško 6th Armored Division) je bila oklepna divizija Kopenske vojske ZDA.